# Monastero di Sant'Angelo di Zampenigo
Il monastero di San Michele vulgo Sant'Angelo di Zampenigo era un'antica comunità di benedettine dell'isola lagunare di Torcello. Delle sue strutture non resta traccia.
Si trovava probabilmente nel cuore dell'isola, in riva a un canale che lo separava dal complesso episcopale.

## Storia
Ci sono pervenute scarsissime informazioni storiche, probabilmente a causa dei vari passaggi di proprietà che ne hanno disperso il patrimonio archivistico. I numerosi cambiamenti d'istituzione, inoltre, hanno reso le poche notizie nebulose e confusionarie.
Il manoscritto 512 conservato presso il museo provinciale di Torcello descrive la diocesi di Torcello nel XII secolo: tra i vari luoghi di culto, spicca anche Sant'Angelo, affiancata da un monastero di benedettine (ma la comunità monastica, si precisa, era stata fondata posteriormente alla chiesa). Poiché le antiche cronache non lo menzionano, si può ritenere che Sant'Angelo fosse stata edificata dopo il VII secolo; Vittorio Piva parla del X secolo, senza tuttavia citare della documentazione al riguardo.
Il 16 gennaio 1439 a Sant'Angelo veniva unito al monastero di Sant'Ariano, andando ad ospitarne la comunità; i suoi edifici, già decadenti, furono pertanto restaurati. A metà del secolo successivo anche il cenobio di Sant'Angelo fu soppresso e, conseguentemente, monache e patrimonio confluirono nel monastero di San Girolamo. Da notare un documento che elenca le proprietà dei vari monasteri a questo assimilati: le ex proprietà di Sant'Angelo erano estremamente modeste e localizzate nelle immediate vicinanze delle sue strutture.
Sappiamo che nel 1584 la chiesa era ancora esistente: in quell'anno il pontefice sollevò la badessa dall'obbligo di mantenere la chiesa di Sant'Ariano, ormai irrecuperabile, a patto che dedicasse al patrono un altare a Sant'Angelo. Ma nemmeno questa resistette a lungo: non è infatti citata nei documenti relativi alla visita pastorale effettuata dal vescovo Antonio Grimani nel 1590.
Per avere notizie successive a Sant'Angelo di Zampenigo bisognerà aspettare il 1672, data che compare in uno scritto conservato nel "Fondo San Gerolamo" dell'Archivio di Stato di Venezia. In quel periodo, il medico Giulio Malvicini aveva preso a livello dal monastero di San Girolamo una vigna a Torcello e, durante i lavori agricoli, erano emersi quelli che identificò come i resti della chiesa. Presupponendo la correttezza della sua attribuzione, è interessante notare come, a pochi decenni di distanza dalle ultime attestazioni, del monastero restavano pochi ruderi e vaghi ricordi.
Vi fece allora costruire - secondo Luigi Conton nel 1668 - un piccolo oratorio dedicato a San Michele Arcangelo e, con il permesso del vescovo di Torcello, fu tolto alla podestà delle monache e concesso in giuspatronato alla sua famiglia; a San Girolamo restava la proprietà del terreno e l'obbligo di mantenere un cappellano. La visita pastorale del 1678 lo descrive come un grazioso edificio, con pavimento in cotto e tetto in legno, i cui interni, dove stava un solo altare, erano ornati di statue e dipinti; le sue campane dal suono argentino diedero persino il nome alla località, tuttora indicata come "le Campanelle". Al documento è anche allegata una pianta della vigna con la rappresentazione della chiesetta.
Tempo dopo le monache decisero di terminare il contratto di locazione. Ne scaturì una vertenza con i Malvicini, risolta nel 1720 con la condanna delle suore, costrette non solo a continuare il mantenimento del cappellano, ma anche a rimborsare la famiglia della costruzione della chiesetta.
Dalla visita del 1735 l'oratorio risultava abbandonato e nell'Ottocento era ridotto a stalla.

## Resti
Non sono stati individuati i resti delle fondazioni. Le campagne archeologiche svolte nell'Ottocento hanno tuttavia recuperato nella zona dove sorgeva il complesso un gran numero di reperti, sembra di epoca romana; tra questi, una chiave su cui è riportata una scritta non ancora decifrata e un bassorilievo marmoreo, detto del "Mitra cadente".